# IC 3188
IC 3188 је спирална галаксија у сазвјежђу Дјевица која се налази на листи објеката дубоког неба у Индекс каталогу.
Деклинација објекта је + 11° 0' 31" а ректасцензија 12h 20m 55,1s. Привидна величина (магнитуда) објекта IC 3188 износи 14,4 а фотографска магнитуда 15,2. IC 3188 је још познат и под ознакама MCG 2-32-8, CGCG 70-22, VCC 442, PGC 39872.